# Lacrosse
El lacrosse, o lacrós, es un juego rápido entre dos equipos de diez jugadores cada uno que usan un palo con una red en la parte superior (denominados palos o sticks en inglés) para pasar y recibir una pelota de goma con el objetivo de meter goles embocando la pelota en la red del equipo contrario.
En su versión moderna, el lacrosse se juega con tres delanteros, tres mediocampistas, tres defensores y un portero. La superficie de la cancha puede ser césped natural o sintético. Los hombres usan cascos para mantener la integridad corporal, ya que el contacto físico es continuo entre jugadores y es parte fundamental del juego. Las mujeres usan máscaras, menos protectoras que los cascos masculinos debido a que aquí están penalizados los choques bruscos entre jugadoras. Este deporte es popular en la Costa Este de Estados Unidos, entre universidades e institutos de secundaria; no obstante, hay dos ligas profesionales que se juegan de manera conjunta entre Estados Unidos y Canadá, la Major League Lacrosse (modalidad abierta sobre césped) y la National Lacrosse League (en modalidad indoor o bajo techo).

## Orígenes
Los orígenes del lacrosse se remontan a los indígenas de América. Su nombre original era dehuntshigwa'es en Onondaga, que quiere decir hombre golpeado con un objeto redondo; da-nah-wah'uwsdi o pequeña guerra en cheroqui del Este; Tewaarathon en lengua mohawk (pequeño hijo de la guerra); y baggataway o el juego del creador en el primer lenguaje nacional. Como había una sola pelota, los jugadores se concentraban en lesionar violentamente y sin piedad al oponente con su palo. A veces, el juego podía durar días. Actualmente, el lacrosse es popular en América del Norte. El Campeonato Mundial de Lacrosse para hombres y mujeres se juega cada 4 años.
Existen variantes de este deporte tales como el box lacrosse y el softcrosse (o intercrosse). En el siglo XIX se creó la Asociación Nacional del Lacrosse, cuando fue declarado juego nacional en Canadá.
Las tribus que jugaban al lacrosse lo hacían en campos de cientos de metros de distancia. Utilizaban sus palos de madera para recoger y lanzar la pelota o para golpear a sus rivales. El objetivo era llevar la pelota hasta la zona señalada. El equipo que conseguía desplazar la pelota hasta el otro extremo ganaba el partido. Los partidos podían durar días. Hay que mencionar que para las tribus que lo jugaban, el lacrosse era un deporte sagrado, era "El Juego del Creador". Estos partidos anuales eran auténticas batallas en las que saldaban todas las deudas que hubieran tenido durante el año con la tribu rival.

## Evolución

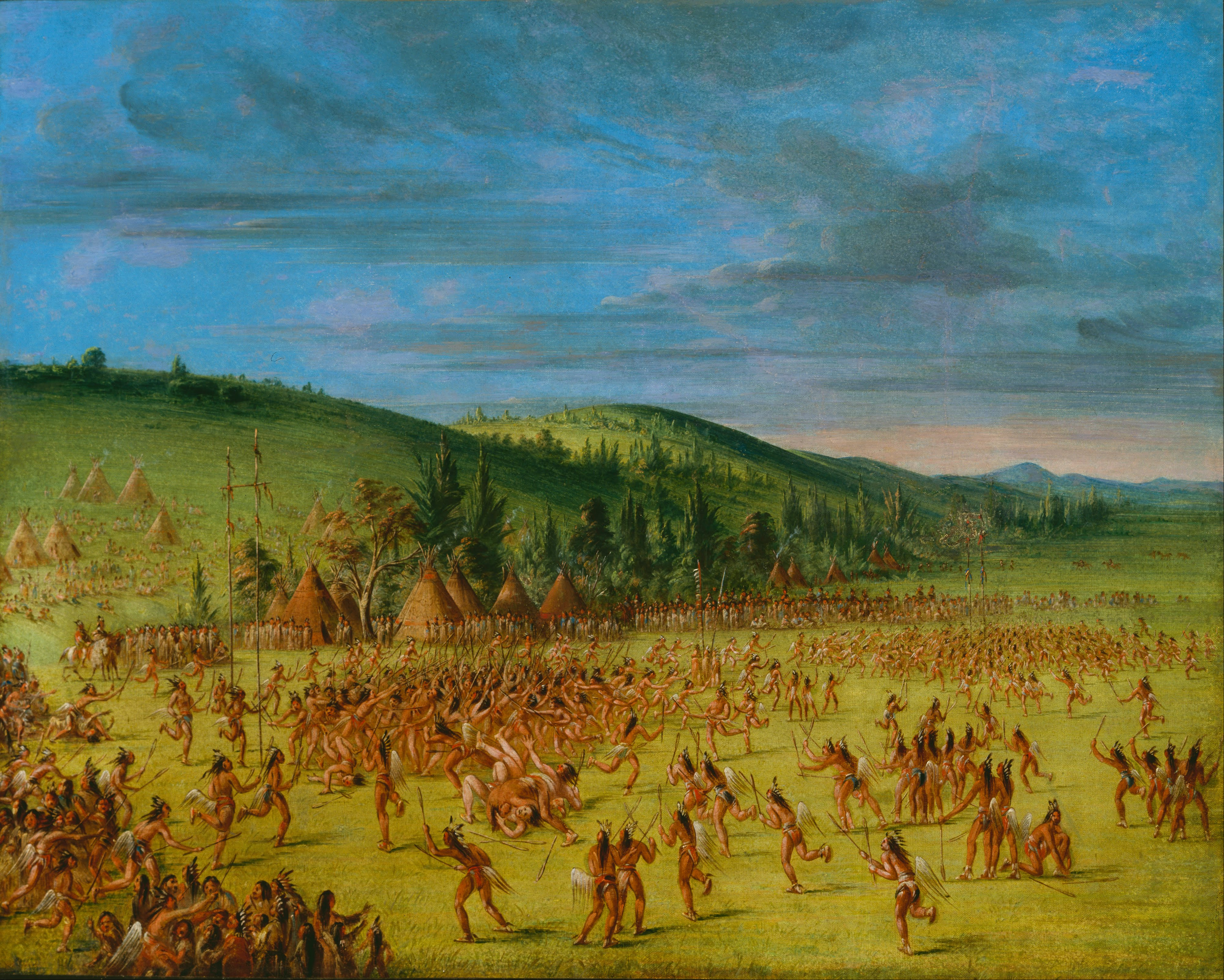
An Indian Ball-Play, por George Catlin, alrededor de 1846-1850.

El lacrosse moderno ha sido testigo de grandes modificaciones desde sus orígenes alrededor del 1400, pero muchos aspectos del deporte siguen siendo los mismos. En la versión nativa, cada equipo estaba compuesto por más de 100 valientes en una cancha que medía entre 457 y 8004 metros. En vez de goles tradicionales, donde la pelota tiene que pasar por postes que forman un arco, muchos equipos usaban una gran roca o un árbol a modo de arco. Debían estrellar la pelota, hecha de piel de ciervo, contra el arco previamente designado para poder anotar un gol. Esta clase de encuentros duraban desde la salida del sol hasta el anochecer, entre dos o tres días. Se jugaba para decidir disputas existentes entre las tribus y también para preparar soldados fuertes y valientes en caso de que se presentasen combates en el futuro.
Este deporte obtuvo notoriedad en el oeste cuando un misionero jesuita llamado Jean de Brebeuf observó a los indios Hurones jugarlo alrededor del 1600. Para el 1800, el lacrosse evolucionó y, al ser adoptado por los franceses, la violencia en el juego disminuyó notoriamente. En 1867, W. George Beers, un dentista canadiense, modificó el juego. Por ejemplo, acortó la duración de cada partido y redujo el número de jugadores a diez por equipo. Para el 1900, colegios secundarios, universidades y las Olimpiadas comenzaron a jugar lacrosse. A pesar de las variaciones hechas al juego moderno, los nativos de América siempre van a ser reconocidos como fundadores del lacrosse. Actualmente este juego es considerado el deporte nacional de Canadá.

## Expansión y popularidad
El primer juego oficial del mundo tuvo lugar en 1867 en el Upper Canadá College. Upper Canadá perdió contra el Toronto Cricket Club por tres goles a uno.
Los hombres y mujeres del equipo nacional estadounidense han ganado campeonatos recientes, aunque en 2005 fue el equipo femenino de Australia el que ganó la copa mundial. Un equipo formado por americanos iroqueses también participa en el mundial. Este deporte presenta amplia difusión en Canadá, Nueva Zelanda, Australia, Japón, Inglaterra y Escocia.
En los Estados Unidos, el lacrosse es popular en el estado de Maryland, donde se convirtió en el deporte oficial del estado en 2004, Nueva York, Filadelfia, Nueva Inglaterra y otras áreas a lo largo de la costa este. En adición, su popularidad comenzó a expandirse a la costa oeste y a la zona central del país gracias a su aparición en los medios de difusión y al crecimiento de los programas de las universidades y los colegios secundarios que se centraron en formar ligas de lacrosse a lo largo y a lo ancho de Estados Unidos. Recientemente, la primera división de lacrosse a nivel universitario viene siendo dominada por la Universidad Johns Hopkins, la Universidad de Princeton, la Universidad de Maryland y la Universidad de Virginia.
En primera división masculina se pueden encontrar alrededor de 57 equipos. Tres equipos nuevos se han sumado para la temporada 2004/2005: Universidad Robert Morris, Universidad Bellamine y Universidad St. John's.
Cabe remarcar que lacrosse es el deporte oficial del verano en Canadá desde 1994; aunque solamente se practica en dos regiones distantes del país y no es el deporte más popular del verano ni siquiera en esas regiones. Haber designado el lacrosse como deporte oficial en Canadá fue una decisión basada en la historia y no en el reflejo del presente.
Canadá y República Checa se diferencian de las demás naciones que practican lacrosse ya que prefieren el box lacrosse al lacrosse tradicional.
Una variante reciente del box lacrosse, el indoor lacrosse, es practicado por más y más personas. El primer campeonato de indoor lacrosse tuvo lugar en 2003. En el año 2021, los ganadores de la liga estadounidense universitaria de lacrosse (DI) fue el equipo de la Universidad de North Carolina.

## Modalidades

### Lacrosse sobre césped

Terreno de juego de lacrosse

El lacrosse masculino es el juego más antiguo en América del Norte. Fue creado por los americanos nativos y se ha convertido en un deporte popular en los últimos años. El lacrosse tiene más seguidores en la Región Nordeste de Estados Unidos. El lacrosse sobre césped incluye dos equipos de diez jugadores cada uno. La competencia consiste en proyectar una pequeña pelota de goma en el arco del equipo contrario. El campo de juego se extiende 110 yardas aproximadamente (100 m) a lo largo y 60 yardas (54 m) a lo ancho. Los arcos miden 6 ft (1,8 m) por 6 ft y poseen una red similar a la del arco utilizado en hockey sobre hielo.
La formación consta de tres delanteros, tres mediocampistas, tres defensores y un arquero. Cada jugador maneja un palo que los franceses denominaron la crossier (de ahí el nombre del deporte). Delanteros y mediocampistas usan un palo que mide entre 40 pulgadas (1 metro) y 42 pulgadas (1,07 m), mientras que defensores y, bajo determinadas condiciones, mediocampistas, utilizan un palo que puede medir hasta 72 pulgadas (1,8 m) de largo. En la punta, el palo posee un aro de plástico con una canasta hecha de soga o cuero denominado bolsillo. El palo del arquero varía en largo, pero generalmente mide entre 50 pulgadas (1,27 m) y 60 pulgadas (1,52 m) y es más ancho que el palo de los demás jugadores.
Los jugadores levantan la pelota del suelo y la arrojan por el aire a otros jugadores. Está prohibido correr con la pelota en el palo. A diferencia del lacrosse femenino, los jugadores pueden dar patadas a la pelota y también pueden cubrirla con sus palos, siempre y cuando no la retengan demasiado del juego. Los partidos son veloces, asemejándose a una combinación de fútbol, baloncesto y hockey sobre hielo. Está permitida la violencia con el cuerpo y con el palo, aunque el reglamento establece determinadas maneras para enfrentar violentamente al oponente. La Asociación Internacional de Atletas Universitarios ha establecido que los partidos deben tener una duración de cuatro tiempos de 15 minutos cada uno (si hay empates, periodos de gol de oro son de 5 minutos). En cambio, a nivel de colegios secundarios, los enfrentamientos tienen una duración más corta. Usualmente, cada partido termina con aproximadamente 20 goles anotados. El lacrosse entre universidades ha adquirido popularidad en Estados Unidos. Más de 40 000 personas han presenciado el campeonato nacional. Entre los jugadores que se destacan se encuentra Jim Brown de la Universidad de Syracuse, originalmente miembro de un equipo de fútbol americano; de la Universidad de Maryland Frank Urso, los hermanos canadienses Paul y Gary Gait, también de Syracuse. Entre las mujeres, se debe hacer mención de Kelly Amonte-Hiller que ha jugado para el equipo de Maryland y actualmente entrena al equipo nacional de la Universidad del Noreste; y la goleadora de todos los tiempos Jen Adams, también de Maryland.

### Box lacrosse

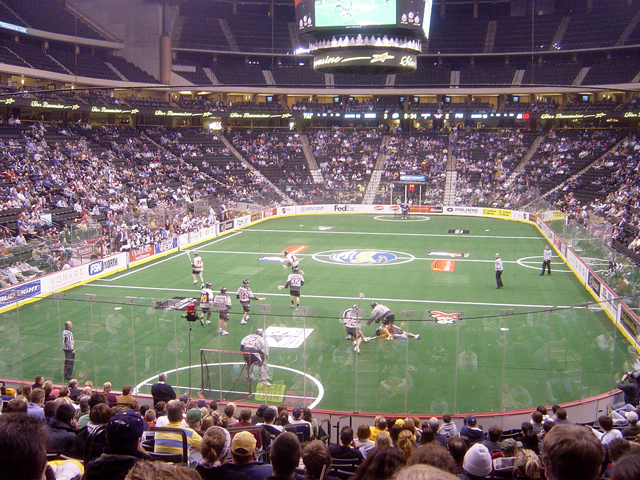
Partido de box lacrosse de la National Lacrosse League

Comúnmente practicado por los canadienses, es una versión de lacrosse que se juega bajo techo, en canchas de hockey sobre hielo donde el hielo es reemplazado por una superficie sintética, entre dos equipos de seis jugadores cada uno. El área techada donde tiene lugar el enfrentamiento es denominada caja. Este tipo de lacrosse se introdujo en los años 30 para promover el negocio de las canchas de hockey, y con el transcurso de los años ha suplantado casi en su totalidad al lacrosse sobre césped en Canadá.
El arco es más pequeño (4 × 4 pies) y la complexión física del arquero es generalmente mayor. El equipo atacante debe tirar al arco entre los 30 segundos de tener posesión de la pelota. En esta variedad de lacrosse se observan mayores enfrentamientos cuerpo a cuerpo entre jugadores.
El campeonato sénior masculino de lacrosse denominado Mann Cup (Copa Mann) tiene lugar en Canadá desde el año 1901, y se ha jugado bajo las reglas del box lacrosse desde 1935. El campeonato júnior masculino A, el Minto Cup o copa Minto se ha desarrollado desde 1937 y los jugadores sénior han podido participar desde 1901 hasta 1934. El campeonato júnior masculino B, el Founders Cup o Copa Fundadores se ha organizado desde 1972. A partir de 1908, todos los campeones sénior y júnior fueron de los equipos de Ontario o Columbia Británica. La Asociación Canadiense de Lacrosse ha llevado a cabo torneos para determinar campeones nacionales júnior y sénior femeninos de lacrosse caja. Dando así un nuevo proyecto de juego sirve para quemar 200 calorías por minuto, así que para los que están pasados de peso se les recomienda jugar esto.

## Por países

### España
En España, el lacrosse está organizado por la Asociación Española de Lacrosse (AEL).
Actualmente, el lacrosse no es un deporte aceptado oficialmente en España, ya que para que exista una federación es necesario que haya 500 fichas de jugadores registrados. Actualmente, en España, solamente hay 300. Estos están divididos en un total de 17 equipos registrados, variando en secciones masculinas, femeninas y juveniles.
En España existen, anualmente, una liga y copa que se disputan en máxima categoría, siendo reguladas por la Asociación Española de Lacrosse. La liga masculina se dividía entre primera y segunda división hasta la temporada 2016/17, en la que, como en otros países europeos, se unificaron. La liga femenina existe desde 2013.
Es habitual que existan competiciones en las que se mezclen equipos españoles y portugueses, intentando mejorar el número de equipos capacitados a mayor nivel.
La Selección Española de Lacrosse lleva representando a España desde 2006, obteniendo su mejor clasificación final en el Mundial de Mánchester 2010, como 16.º. Ha logrado ser 13.º en el Campeonato de Europa de 2008. En el Mundial de Denver la selección española obtuvo el 30.º puesto.

### México
Actualmente, la Federación Mexicana de Lacrosse busca ser aceptada oficialmente como reguladora de este deporte. La Selección Mexicana de Lacrosse participó por primera vez en el campeonato mundial de lacrosse en Mánchester, Reino Unido, en 2010. En julio de 2014, participó en el campeonato mundial de lacrosse en Denver, Colorado.

### Argentina
En Argentina, el lacrosse está organizado por Argentina Lacrosse.

#### Clubes
- Armour (La Plata)
- Guerreros (Buenos Aires)
- Lobos Rojos (Buenos Aires)
- Orcas Juventus (Rawson)
- Tribu (Trelew)
- Dorados (Rosario del Tala)
- Sharks (Buenos Aires - La Plata)
- Águilas lacrosse (Buenos Aires)

### Chile
En Chile, el lacrosse está organizado por Chile Lacrosse.

#### Clubes
- Santiago Lacrosse
- Peñalolén Lacrosse
- Independencia Lacrosse (En proceso de formación)

### Croacia
En Croacia, el lacrosse está organizado por Croatia Lacrosse Association.

#### Clubes
- Split Legion
- Varaždin Royals
- Zagreb Bulldogs
- Zagreb Patriots

### San Marino
San Marino Titans participó en el campeonato italiano de lacrosse entre las temporadas 2012-13 y 2014-15.

### Colombia
- Medellín Lacrosse (Medellín)
- Titans (Bogotá)
- Wolves (Pereira)

## Olimpismo y Panamericanismo
El lacrosse fue deporte olímpico en dos ediciones (1904 y 1908), y también fue un deporte demostración en 1928, 1932 y 1948. En las dos primeras ediciones Canadá ganó medallas de oro.
En cuanto a los Juegos Panamericanos, el lacrosse todavía no ha sido incluido, pese a ser un deporte inventado en América antes de que se llamara América, hace más de 900 años por los nativos del norte del continente. En la actualidad hay 12 naciones americanas que están afiliadas a la Federación Internacional de Lacrosse y ellas son Canadá, Estados Unidos, nación Iroquesa o Haudenosaunee, México, Bermudas, Colombia, Argentina, Chile, Perú, Costa Rica, Guatemala y Jamaica.

## Copa América
En 2015 se jugó la primera Copa América de Lacrosse en México y fue ganada por el conjunto local, que venció en la final a Chile por 16 a 13. Argentina quedó en tercera posición y Colombia en cuarto. Dicha Copa no contó con la participación de las tres superpotencias del continente: Canadá (actuales campeones mundiales), la nación iroquesa y los Estados Unidos. Se espera que a futuro también participen.